# Clones
Pour les articles homonymes, voir Clone et Clones (film).
Clones (Cluain Eois en irlandais) est un village du comté de Monaghan en république d'Irlande.
La population de Clones était de 1 767 habitants en 2006, dont 250 dans les environs.

## Culture
Clones a accueilli le Fleadh Cheoil en 1952, 1964, 1968 et 1983.

## Lieux et monuments
- Abbaye de Clones (en).
- Marché couvert de Clones (en).

## Personnalités liées à la ville
- Roger Boyle, évêque de l'Église d'Irlande, est mort à Clones en 1687.
- Ellen Forrester (1828-1883), nationaliste et poétesse irlandaise, probablement née à Clones.

### Articles liés
- Liste des villes de la république d'Irlande